# Franz Brentano
Franz Clemens Honoratus Hermann Brentano (Boppard, 16 de Janeiro de 1838 — Zurique, 17 de Março de 1917) foi um filósofo e psicólogo alemão fundador da psicologia do ato.

## Biografia
Franz Brentano nasceu numa propriedade rural de sua família - terras antes pertencentes ao extinto mosteiro de Marienberg - nas proximidades da cidade de Boppard. Os Brentano pertenciam a uma antiga linhagem do Trentino (Itália) e emigraram para a Alemanha no século XVII. Além da linhagem ilustre, era uma família de intelectuais representativos do Romantismo Alemão.
Sobrinho do poeta alemão Clemens Brentano, lecionou em Würzburgo e na Universidade de Viena. Em 1864 foi ordenado padre, mas envolvendo-se em controvérsias sobre a doutrina da infalibilidade papal, a Volumeonou a Igreja em 1873. Morreu em 1917, deixando uma extensa obra .
Sua filosofia evoluiu em direção de um aristotelismo moderno, nitidamente empírico em seus métodos e princípios. Os trabalhos mais importantes de Brentano são no campo da psicologia, por ele definida como ciência dos fenômenos psíquicos (ou, o que para ele é sinônimo, da consciência). Os objetos de seus estudos não foram, porém, os estados, mas sim os atos e processos psíquicos. Segundo Brentano, o fenômeno psíquico distingue-se dos demais por sua propriedade de referir-se a um objeto, bem como a um conteúdo de consciência, através de mecanismos puramente mentais. À psicologia caberia, então, estudar as diversas maneiras pelas quais a consciência institui suas relações para com os objetos existentes nela mesma, descrever a natureza desta relação, bem como o modo de existência deste objeto.   
Brentano distingue três classes de fenômenos psíquicos fundamentais: a representação, julgamento e sentimento de amor (aprovação) ou sentimento de ódio (desaprovação). Seu trabalho mais importante publicado em vida foi Psychologie von Empirischem Standpunkt (Psicologia segundo o ponto de vista empírico), de 1874. A segunda edição desta obra inclui ainda Von der Klassifikation der Psychisddchen Phänomene (Sobre a classificação dos fenômenos psíquicos). Sua obra póstuma mais importante é "Vom sinnlichen und noetischen Bewusstsein" (Sobre a consciência sensória e noética), de 1928. Esta obra foi publicada como terceira parte em algumas das edições posteriores da Psicologia do ponto de vista empírico. Ela apresenta o modo como o conceito brentaniano de intencionalidade foi reformulado, após a edição de 1874.
Foi mestre  de Edmund Husserl e é considerado como um dos precursores da fenomenologia.
Na década de 1920, Alfred Kastil (1874-1950) foi cofundador do primeiro Arquivo Franz Brentano e dedicou-se  à edição das obras de Brentano. Entre os alunos de doutorado e pós-doutorado de Kastil estava Franziska Mayer-Hillebrand (1885-1978), que, após a morte de  Kastil, assumiu os trabalhos do Arquivo e editou várias obras de Brentano, até 1966.

## Publicações
- Aristoteles und seine Weltanschauung. (= Biblioteca Filosófica.  Volume 303). Meiner, Hamburgo 1977, ISBN 3-7873-0401-0.
- Aristoteles und seine Weltanschauung. Leipzig 1911.
- Aristoteles’ Lehre vom Ursprung des menschlichen Geistes. Leipzig 1911.
- Das Genie. Vortrag gehalten im Saale des Ingenieur- und Architektenvereins in Wien. Verlag Duncker & Humblot, Leipzig 1892.
- Das Schlechte als Gegenstand dichterischer Darstellung. Vortrag, gehalten in der Gesellschaft der Litteraturfreunde zu Wien. Verlag Duncker & Humblot, Leipzig 1892.
- Die Abkehr vom Nichtrealen. Briefe und Abhandlungen aus dem Nachlaß. (= Biblioteca Filosófica.  Volume 314). Meiner, Hamburgo 1966, ISBN 3-7873-0432-0.
- Die Psychologie des Aristoteles, insbesondere seine Lehre vom nous poietikos. Verlag Franz Kirchheim, Mainz 1867.
- Die vier Phasen der Philosophie und ihr augenblicklicher Stand. Stuttgart 1895.
- Geschichte der griechischen Philosophie. Editado por  Franziska Meyer-Hillebrand. 2., edição melhorada. (= Biblioteca Filosófica.  Volume 313). Meiner, Hamburgo 1988, ISBN 3-7873-0694-3.
- Geschichte der Philosophie der Neuzeit. Editado por  Klaus Hedwig. (= Biblioteca Filosófica.  Volume 359). Meiner, Hamburgo 1987, ISBN 3-7873-0678-1.
- Grundzüge der Ästhetik. Editado por  Franziska Mayer-Hillebrand. 2. edição. (= Biblioteca Filosófica.  Volume 312). Meiner, Hamburgo 1988, ISBN 3-7873-0738-9.
- Kategorienlehre. Editado por  Alfred Kastil. (= Biblioteca Filosófica.  Volume 203). Meiner, Hamburgo 1985, ISBN 3-7873-0011-2.
- Meine letzten Wünsche für Österreich. In: Neue Freie Presse. 2./5./8. Dez.1894.
- Neue Räthsel. Verlag von Gerold’s Sohn, Wien 1879. (publicado sob o pseudônimo de Aenigmatias)
- Philosophische Untersuchungen zu Raum, Zeit und Kontinuum. Hrsg. und eingeleitet von Stephan Körner und Roderick M. Chisholm. (= Biblioteca Filosófica.  Volume 293). Meiner, Hamburgo 1976, ISBN 3-7873-0356-1.
- Psychologie vom empirischen Standpunkt. Leipzig 1874, reedição 1911. (reedição: Ontos, ISBN 978-3-938793-41-1)
- Über Aristoteles. Editado por  Rolf George. (= Biblioteca Filosófica.  Volume 378). Meiner, Hamburgo 1986, ISBN 3-7873-0631-5.
- Über die Zukunft der Philosophie. Hölder Verlag, Wien 1893.
- Ueber die Gründe der Entmuthigung auf philosophischem Gebiete. Ein Vortrag gehalten beim Antritte der philosophischen Professur an der k.k. Hochschule zu Wien. Verlag Braumüller, Wien 1874.
- Untersuchungen zur Sinnesphysiologie. Editado por Roderick M. Chisholm e Reinhard Fabian. 2ª Edição. (= Biblioteca Filosófica.  Volume 315). Meiner, Hamburgo 1979, ISBN 3-7873-0444-4.
- Untersuchungen zur Sinnespsychologie. Leipzig 1907.
- Vom Dasein Gottes. Com introdução e notas ed. por Alfred Kastil. (= Biblioteca Filosófica.  Volume 210). Meiner, Hamburgo 1929. (Reimpressão: 1968)
- Vom Ursprung sittlicher Erkenntnis. Verlag Duncker & Humblot, Leipzig 1889.
- Von der mannigfachen Bedeutung des Seienden nach Aristoteles. Herder, Freiburg em Breisgau 1862.
- Wahrheit und Evidenz. Meiner, Hamburgo 1974.
- Was für ein Philosoph manchmal Epoche macht. Wien/Pest/Leipzig 1876.